# Elecciones parlamentarias de Islandia de 1953
Las elecciones parlamentarias de Islandia fueron realizadas el 28 de junio de 1953. El Partido de la Independencia se posicionó como el partido más grande  la Cámara Baja del Alþingi, obteniendo 14 de los 35 escaños.

## Resultados
| Partido                                       | Votos  | %    | Cámara Baja | Cámara Baja | Cámara Alta | Cámara Alta |
| Partido                                       | Votos  | %    | Escaños     | +/–         | Escaños     | +/–         |
| --------------------------------------------- | ------ | ---- | ----------- | ----------- | ----------- | ----------- |
| Partido de la Independencia                   | 28 738 | 37.1 | 14          | +1          | 7           | +1          |
| Partido Progresista                           | 16 959 | 21.9 | 10          | –1          | 6           | 0           |
| Partido Unido del Pueblo - Partido Socialista | 12 422 | 16.0 | 5           | –1          | 2           | –1          |
| Partido Socialdemócrata                       | 12 093 | 15.6 | 4           | –1          | 2           | 0           |
| Partido de Preservación Nacional              | 4 667  | 6.0  | 2           | Nuevo       | 0           | Nuevo       |
| Partido Republicano                           | 2 531  | 3.3  | 0           | Nuevo       | 0           | Nuevo       |
| Votos en blanco/nulos                         | 1 344  | –    | –           | –           | –           | –           |
| Total                                         | 78 754 | 100  | 35          | 0           | 17          | 0           |
| Participación electoral                       | 87 601 | 89.9 | –           | –           | –           | –           |
| Fuente: Nohlen & Stöver                       |        |      |             |             |             |             |